# 2023年波士頓線上影評人協會獎
第12屆波士頓在線影評人協會獎（英語：The 12nd Boston Online Film Critics Association Awards）旨在表揚2023年優秀的電影作品，於2023年12月17日宣布得獎名單。

## 得獎名單

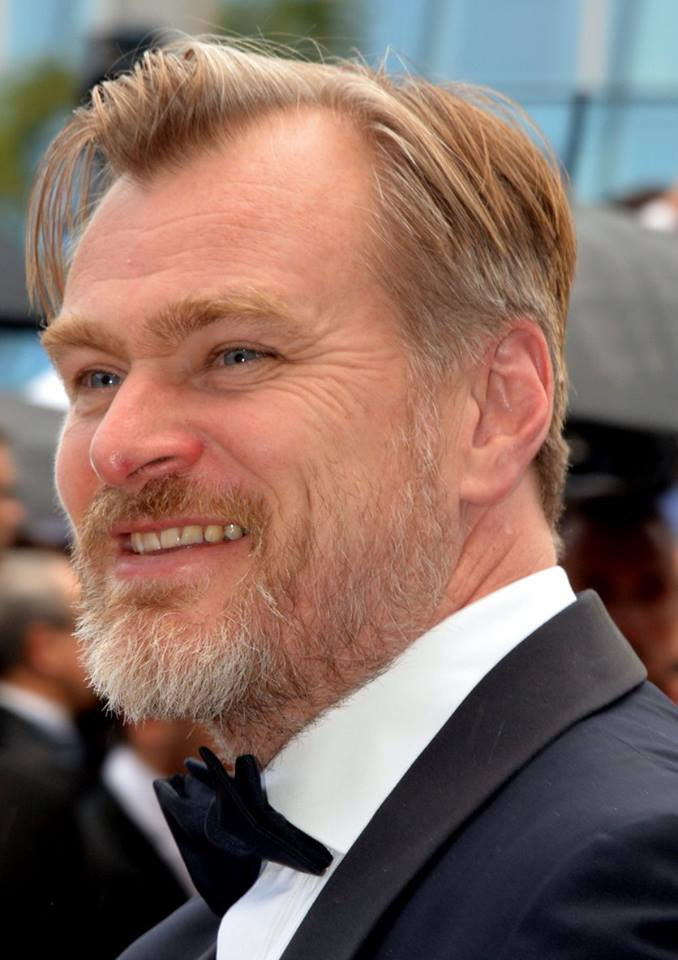
最佳導演：克里斯托弗·诺兰

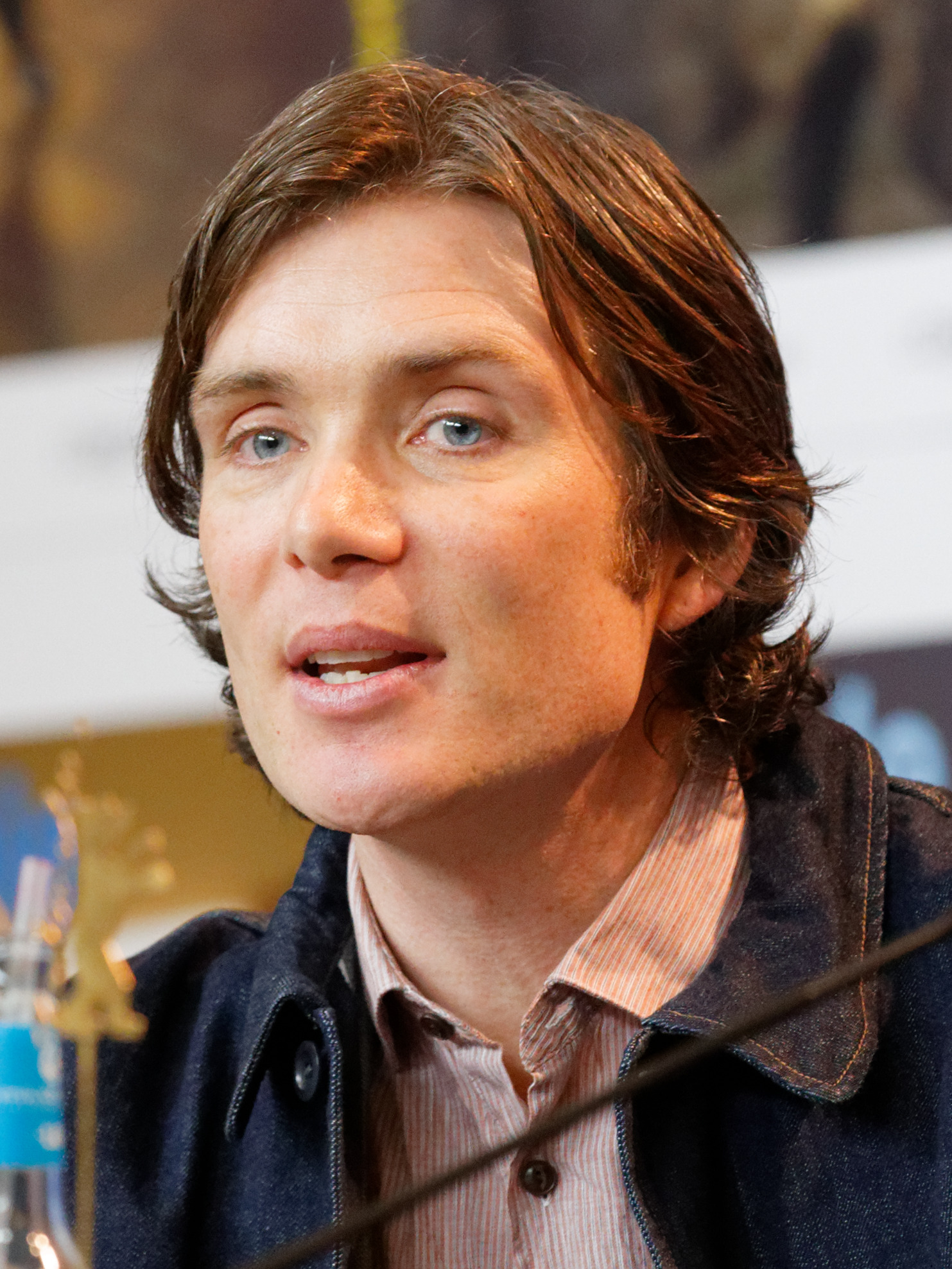
最佳男主角：基利安·墨菲

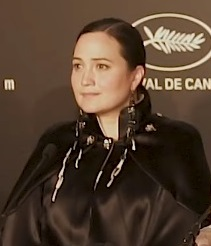
最佳女主角：莉莉·格萊斯頓

- 最佳影片

《花月殺手》
- 最佳導演

《奧本海默》克里斯托弗·诺兰
- 最佳男主角

《奧本海默》基利安·墨菲
- 最佳女主角

《花月殺手》莉莉·格萊斯頓
- 最佳男配角

《五月的你，十二月的她》查爾斯·梅爾頓
- 最佳女配角

《滯留生》達芬·喬伊·藍道夫
- 最佳劇本

《滯留生》大衛·海明森
《五月的你，十二月的她》珊米·柏區（Samy Burch）
- 最佳整體演出

《奧本海默》
- 最佳配樂

《奧本海默》魯德溫·葛瑞森
- 最佳攝影

《奧本海默》霍伊特·范·霍伊特瑪
- 最佳剪輯

《奧本海默》珍妮佛·拉梅
- 最佳紀錄片

《歡樂菜單》
- 最佳國際電影

《利益区域》
- 最佳動畫片

《蜘蛛俠：飛躍蜘蛛宇宙》
- 年度十大電影

1. 《花月殺手》
2. 《奧本海默》
3. 《滯留生》
4. 《之前的我們》
5. 《五月的你，十二月的她》
6. 《Barbie芭比》
7. 《利益区域》
8. 《美式小說》
9. 《可憐的東西》
10. 《坠落的审判》

## 外部連結
- 官方网站（英文）